# 아미르 라흐마니
아미르 카드리 라흐마니(알바니아어: Amir Kadri Rrahmani, 1994년 2월 24일 ~ )는 코소보의 축구 선수로 현재 이탈리아 세리에 A의 SSC 나폴리에서 수비수로 활약하고 있으며 코소보 대표팀의 주장을 맡고 있다.

## 대회 성적

### 클럽
KF 드레니차
- 코소보 수페르리가 : 4위 (2010-11)

 파르티자니 티라나
- 알바니아 수페르리가 : 3위 (2014-15)

 디나모 자그레브
- 프르바 HNL : 우승 (2017-18, 2018-19)
- 크로아티아컵 : 우승 (2017-18), 준우승 (2018-19)

 SSC 나폴리
- 세리에 A : 우승 (2022-23), 3위 (2021-22)
- 코파 이탈리아 : 4강 (2020-21)
- 이탈리아 슈퍼컵 : 준우승 (2020)

### 개인
- 알바니아 수페르리가 올해의 선수 : 2013-14 (3위), 2014-15